# Fighting Mad
Fighting Mad és una pel·lícula de thriller rural de 1976 dirigida per Jonathan Demme, sobre un granger d'Arkansas interpretat per Peter Fonda que usa tàctiques de guerrilla contra els especuladors immobiliaris corruptes que el desnonen a ell i als seus veïns per tal d'apropiar-se de la seva terra.

## Argument
Arkansas, segona meitat de la dècada de 1970. El fill d'un camperol fa una guerra personal despietada i sense restriccions contra els homes d'un especulador ric sense escrúpols que es decanta a desallotjar-lo a ell i als seus veïns per als seus propis negocis immobiliaris i miners.

## Repartiment
- Peter Fonda - Tom Hunter
- Lynn Lowry - Lorene Maddox
- John Doucette - Jeff Hunter
- Philip Carey - Pierce Crabtree
- Harry Northup - Sheriff Len Skerritt
- Noble Willingham - Senator Hingle
- Kathleen Miller - Carolee Hunter
- Scott Glenn - Charlie Hunter
- Ted Markland - Hal Fraser

## Producció
A l'hora de fer la pel·lícula, el productor Roger Corman va analitzar tres altres recents thrillers d'acció rural de baix pressupost que havien tingut grans èxits: Billy Jack (1971), Walking Tall (1973) i Dirty Mary, Crazy Larry (1974). Va deduir que tenien tres coses en comú: un heroi no convencional, un mode de transport inusual i una arma interessant. És per això que el personatge Peter Fonda viatja amb una moto antiga amb el seu fill petit i utilitza una ballesta.